# 藤本潔
藤本 潔（ふじもと きよし、1956年 - ）は、日本の官僚。元農林水産省消費・安全局長。

## 略歴
兵庫県立神戸高等学校卒業後、京都大学農学部農芸化学科に進学。1979年（昭54年）同卒、農林水産省へ。
農林水産技術会議事務局研究総務官を経て、2011年農水技術会議事務局長。農林水産省消費・安全局長、関東農政局長を歴任。同省退官後、井関農機顧問、公益社団法人農林水産・食品産業技術振興協会理事長に就任。

## 経歴
- 1979年4月　農林水産省入省（構造改善局資源課）
- 1990年4月　食品流通局企業振興課課長補佐（技術振興班）
- 1993年7月　農蚕園芸局農産課課長補佐（土壌保全班担当）
- 1997年8月　東北農政局農産普及課長
- 1999年7月　農産園芸局農産課課長補佐（総括及び企画班担当）
- 2000年6月　農産園芸局農産課環境保全型農業対策室長
- 2002年6月　（併）大臣官房企画評価課バイオマス・ニッポン総合戦略策定プロジェクトチーム室長
- 2003年7月　大臣官房環境政策課資源循環室長
- 2005年7月　大臣官房環境政策課長
- 2006年10月 生産局総務課長
- 2007年7月　大臣官房政策報道官
- 2009年1月　農林水産技術会議事務局研究総務官
- 2011年8月　農林水産技術会議事務局長
- 2012年9月　消費・安全局長
- 2013年7月　関東農政局長
- 2014年4月　農業・食品産業技術総合研究機構理事(総務担当)
- 2016年4月　辞職
- 2020年12月 公益社団法人農林水産・食品産業技術振興協会理事長[5]